# Torre de Mascardà

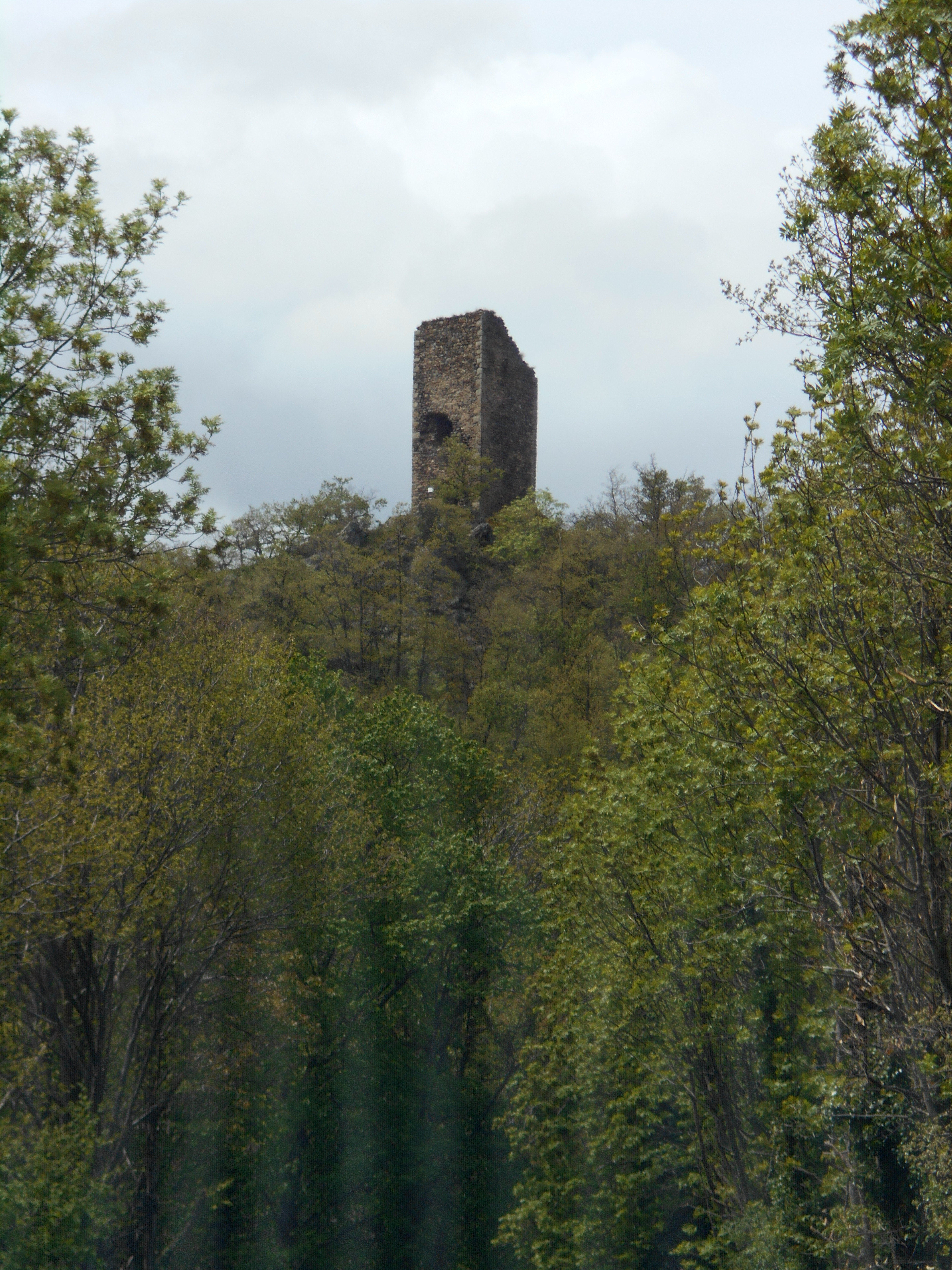
La torre des de l'est

La Torre de Mascardà és una construcció del segle xi o XII del terme nord-català de Mosset, a la comarca del Conflent.
Està situada a ponent del poble de Mosset, damunt d'un penyal rocós situat damunt i al nord de la carretera D - 14, a 2,3 quilòmetres de Mosset. És a prop a llevant del Mas d'en Bernat, a la riba esquerra de la Castellana.

## Història

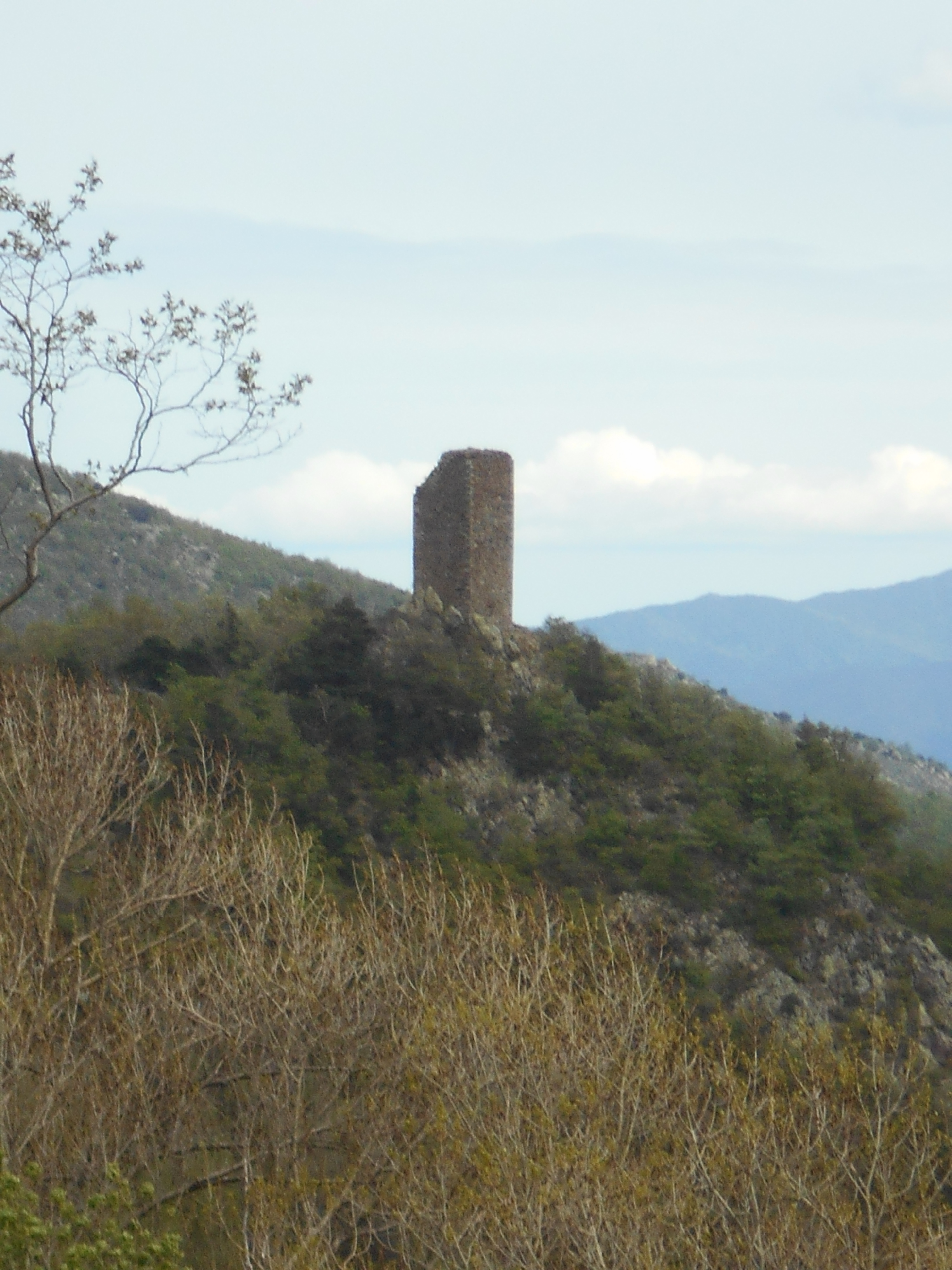
La torre des de l'oest

La Torre de Mascardà data del darrer terç del segle XII; fou construïda per tal de vigilar el camí que pel Coll de Jau duia a Occitània des de Mosset. En la documentació sovint és esmentada com a bastida. Sempre fou una dependència del Castell de Mosset.

## L'edifici
És una torre de planta quasi quadrada, de 5,5 per 5,8 m a l'exterior. El gruix de les parets és de 200 cm. Es conserva fins a una alçada de 12 m en el seu punt més alt. Està estroncada a l'altura del segon pis, que apareix tallat al biaix. La porta, al nivell del primer pis, és a 4 m d'alçada.